# Lingua even
La lingua even, conosciuta anche come lamut, ewen, eben, orich', ilqan, è una lingua tungusa parlata in Russia, nello specifico in Sacha-Jacuzia, nell'Oblast' di Magadan e nel Territorio di Chabarovsk.

## Distribuzione geografica
Al censimento russo del 2010 risultavano 7.000 locutori. Originari della Sacha-Jacuzia, i locutori oltre che in tale regione si trovano anche nell'Oblast' di Magadan, nel Territorio di Chabarovsk e in piccola parte nel Territorio della Kamčatka.

## Classificazione
Secondo Ethnologue, la classificazione della lingua even è la seguente:
- Lingue altaiche
  - Lingue tunguse
    - Lingue tunguse settentrionali
      - Lingua even

## Sistema di scrittura
Per la scrittura si usa l'alfabeto cirillico.